# 中屯永安宮
中屯永安宮，或中墩永安宮，舊稱永孜宮，臺灣澎湖縣的王爺廟，位於白沙鄉中屯嶼的中屯村，主祀葉、朱、朝三府千歲（尊稱恩主公）。澎湖觀光景點中屯風力園區亦鄰近宮廟，同建置於此村境內。
法師流派為普庵派。:60–62:60–62
23°36′45″N 119°36′12″E / 23.612556°N 119.603385°E

## 沿革
「中屯」在清領、日治時代皆稱「中墩」，直到臺灣戰後時期才改稱「中屯」。而中屯地方公廟永安宮確切建立時間不詳，惟廟中懸掛於神明廳入口正上方「代天府」匾，其落款曰：「康熙庚寅年弟子呂懷英立」，可推論永安宮創立於清康熙庚寅年（即康熙49年、公元1710年）之前。
澎湖縣中屯永安宮，奉祀玉勅代天巡狩葉、朱、朝三府千歲為主神，道光年間、鴉片戰事起，地方生靈塗炭，蒙主神三府千歲指示，恭請文衡聖帝鎮殿。嗣後，文衡聖帝大顯神威，協助村民解除鴉片煙癮，村民感念文衡帝君聖恩，集資雕塑金身，並恭祀於後殿。此外，永安宮亦配祀張仙大帝、文昌帝君、中壇元帥、虎爺將軍等。
第二次世界大戰期間，中墩嶼村民被日軍徵召遠赴南洋作戰，而村民隨身攜帶恩主公香火護身，縱然槍林彈雨、危機四伏，皆能逢凶化吉、平安歸來，居民盡讚恩主公靈驗，乃至香火鼎盛，絡繹不絕。

## 建築
現今永安宮建築外貌乃係出自於台灣傳統廟宇建築大師謝自南的設計。
中屯永安宮另因設置雙金爐聞名，根據村中耆老提供配置緣由的說法有二：其一為殿中的王爺千歲掌管兵馬達數百萬員，宮內執事未免兵馬爭搶香客供奉的金紙，故而增設；其二為因奉祀的文衡聖帝屢顯神威不斷，乃至香火過旺，故而增建。

## 圖輯

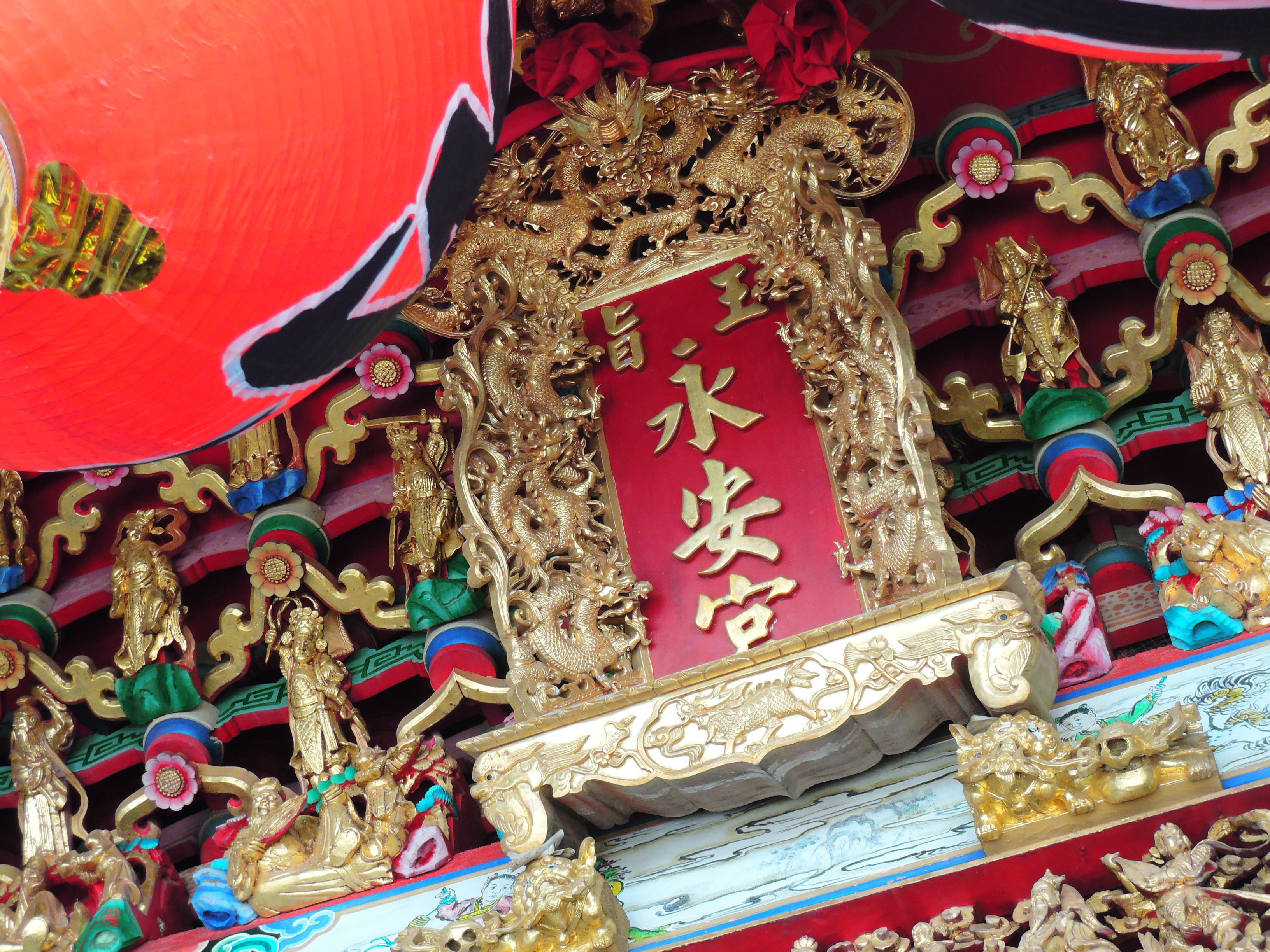
聖旨牌
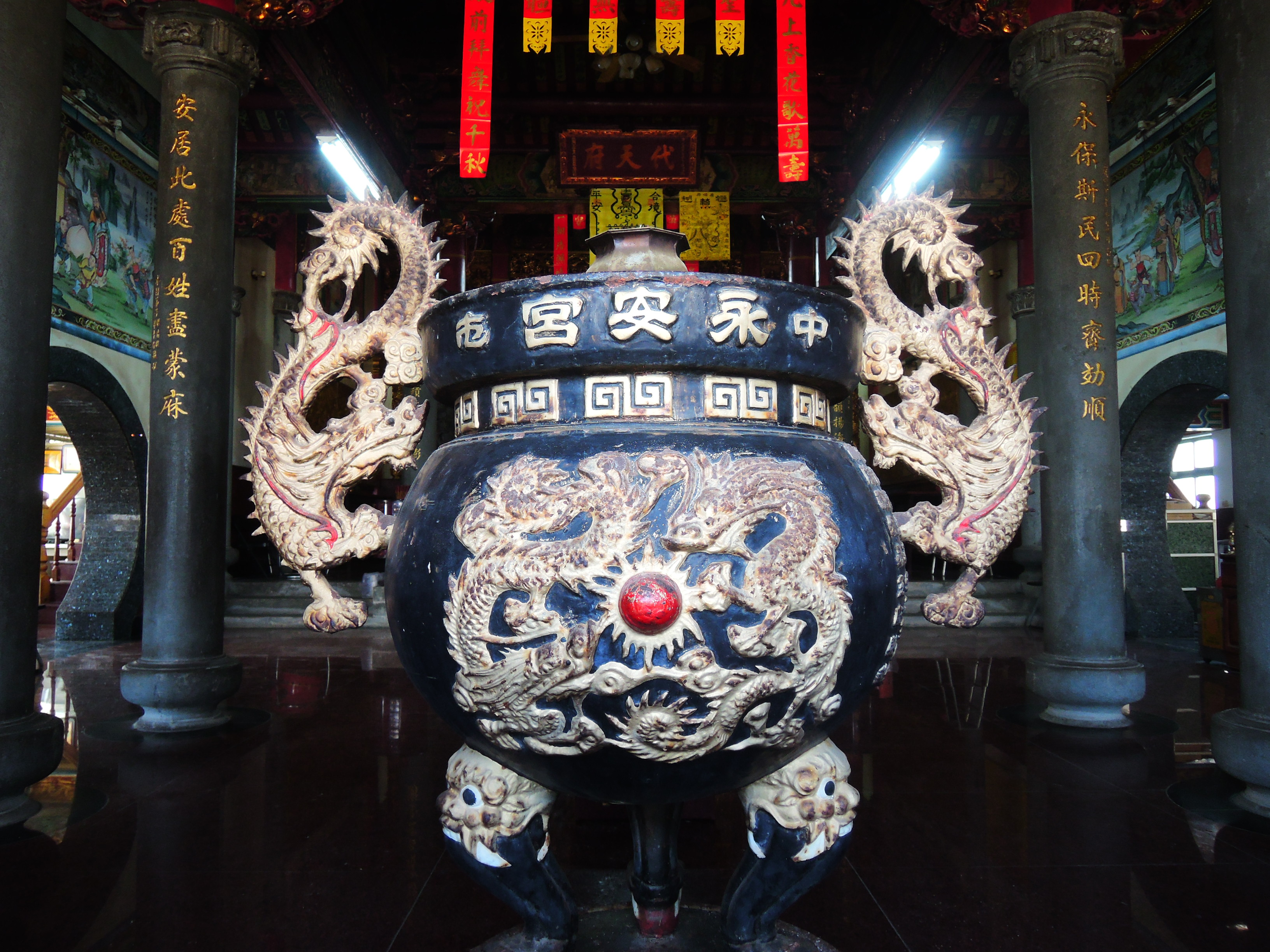
天公爐
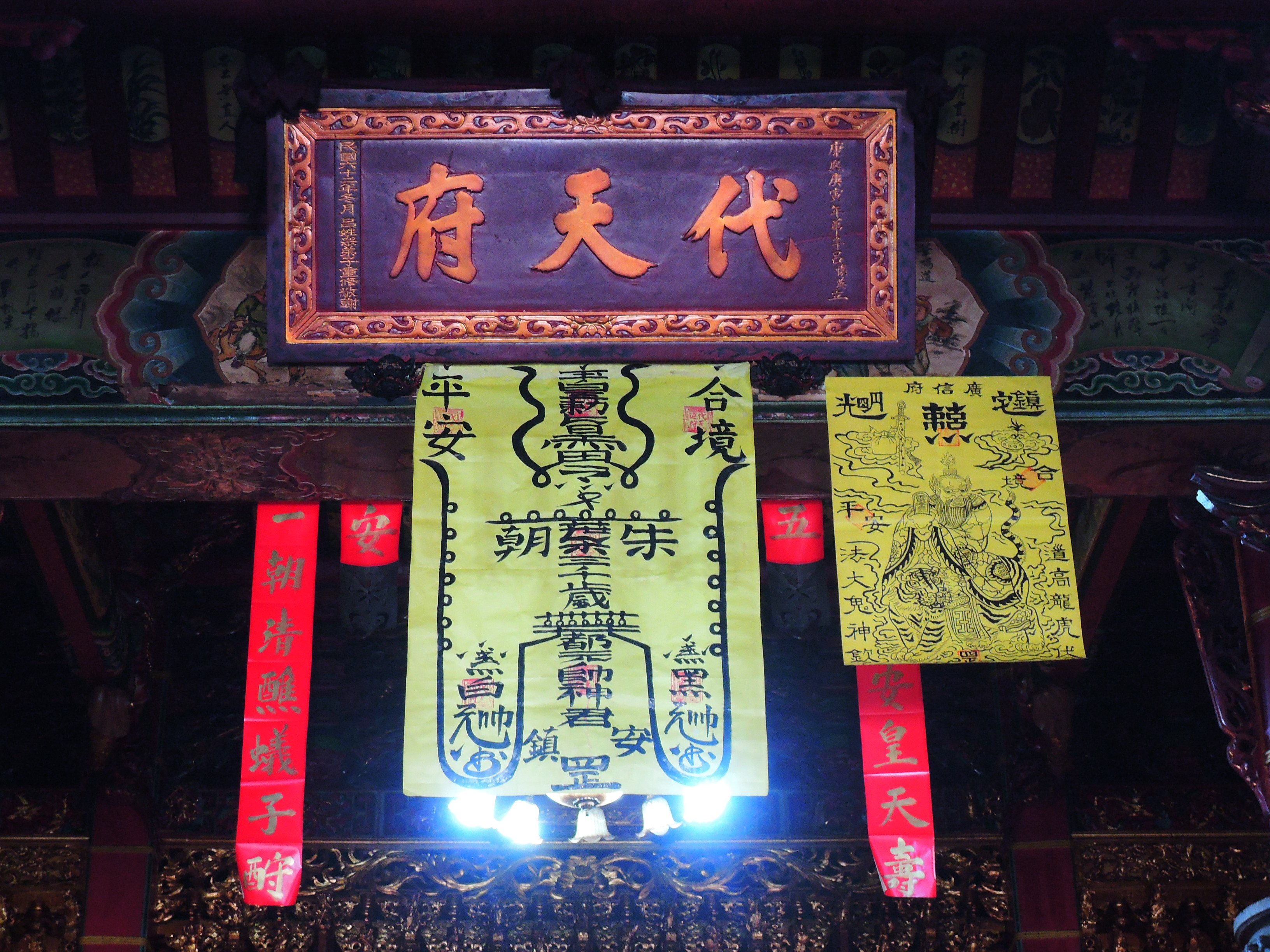
代天府匾、大符雷令
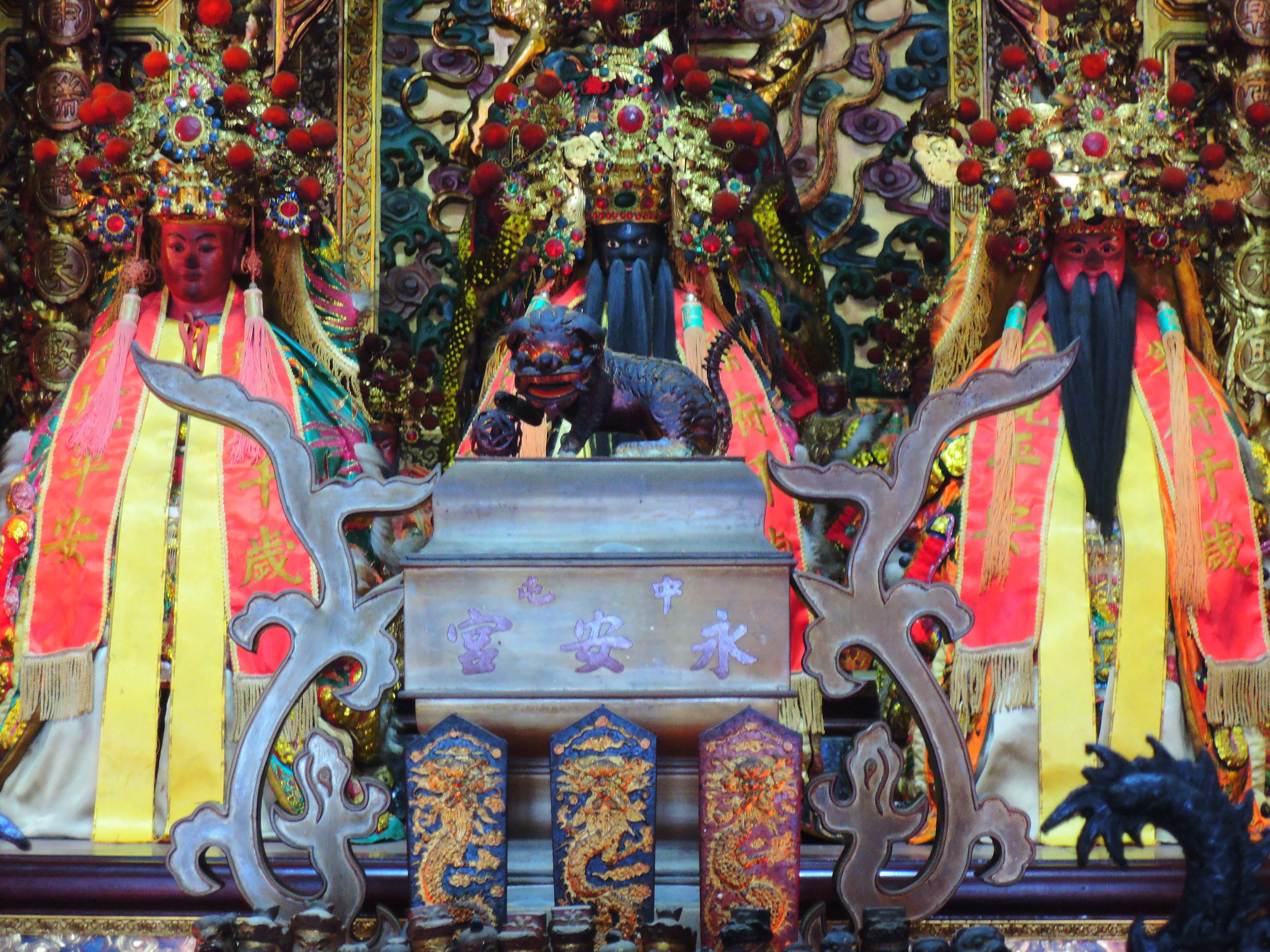
左：朝府千歲、中：葉府千歲、右：朱府千歲
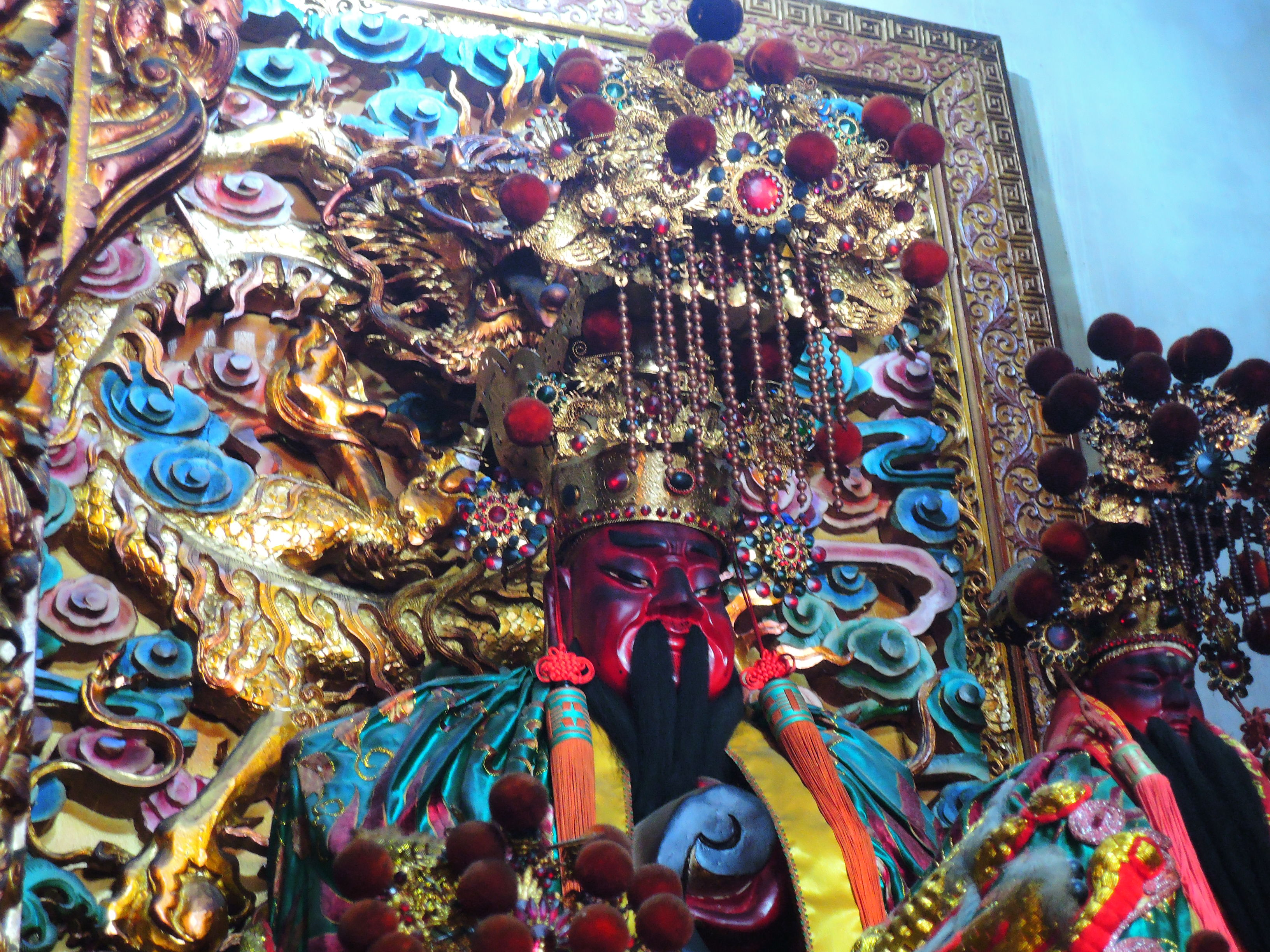
文衡聖帝
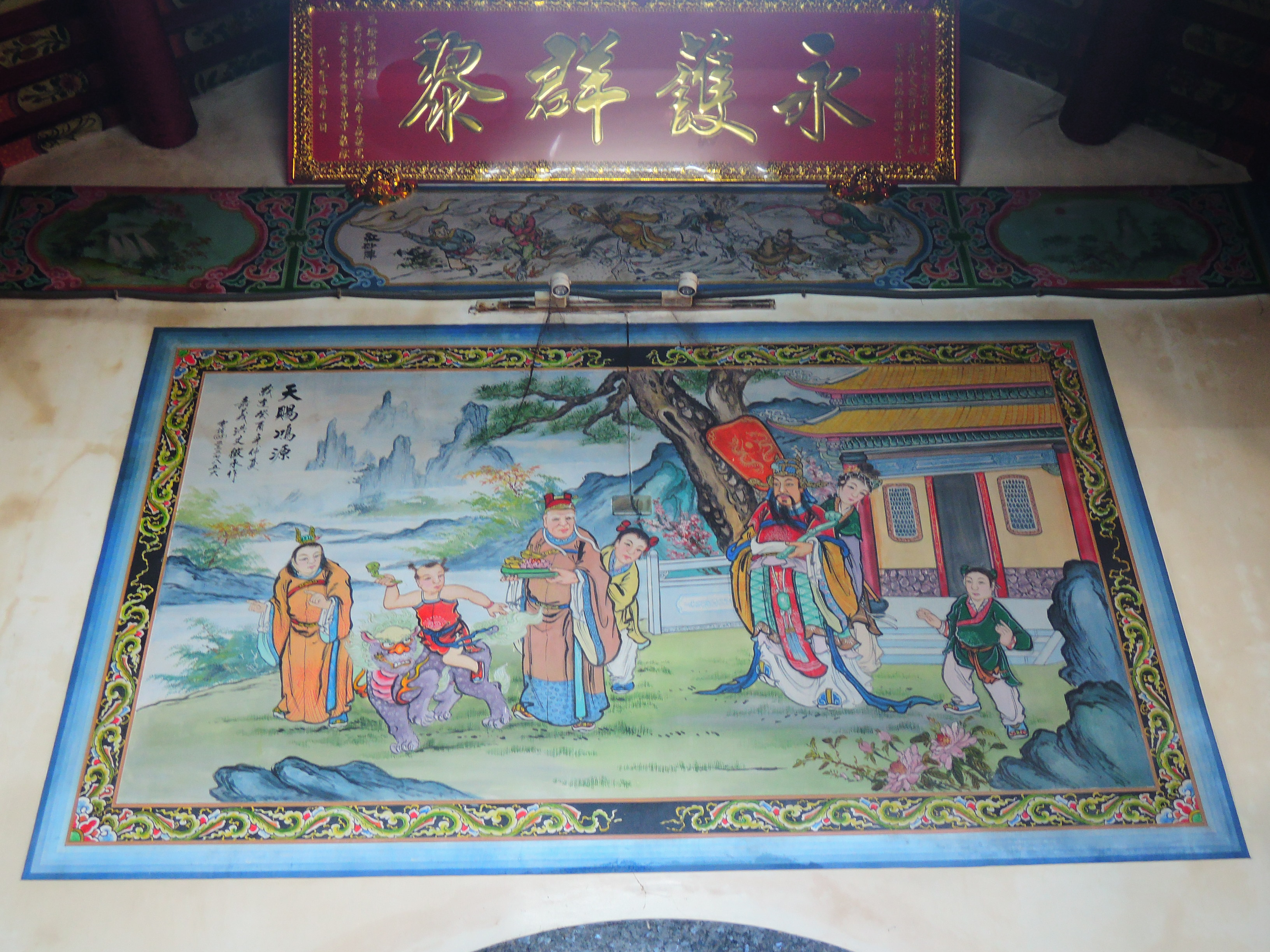
龍邊壁畫

## 相關條目

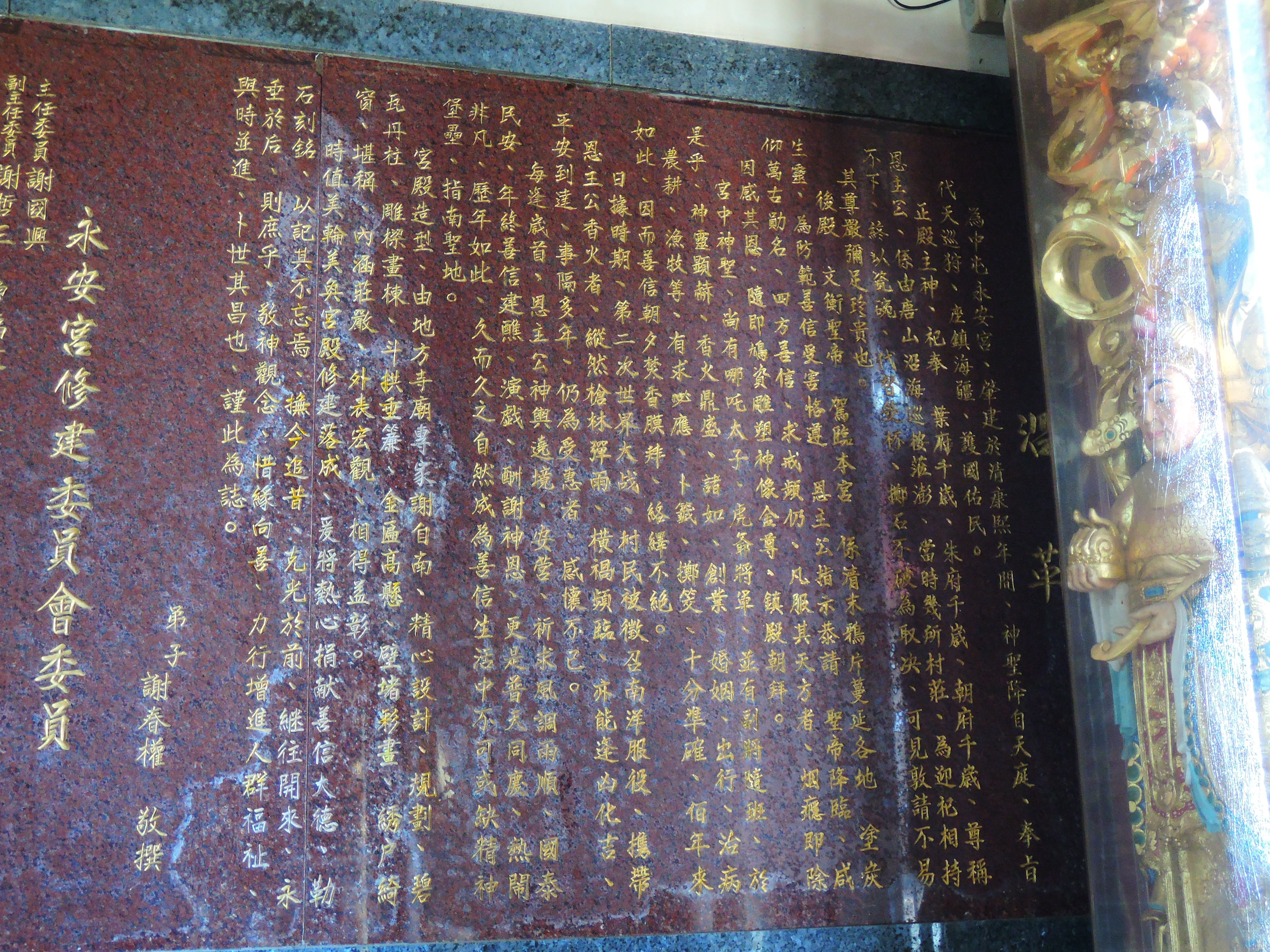
中屯永安宮沿革碑記（謝春權撰）

## 交陪友廟
- 西衛宸威殿
- 港子保定宮
- 城前明新宮